# Julella vitrispora
Julella vitrispora är en lavart som först beskrevs av Cooke & Harkn., och fick sitt nu gällande namn av M. E. Barr. Julella vitrispora ingår i släktet Julella och familjen Thelenellaceae.   Inga underarter finns listade i Catalogue of Life.